# Nell Jackson
Nell Jackson (Nell Cecelia Jackson; * 1. Juli 1929 in Athens, Georgia; † 1. April 1988 in Binghamton, New York) war eine US-amerikanische Sprinterin.
1948 schied sie bei den Olympischen Spielen in London über 200 m und in der 4-mal-100-Meter-Staffel im Vorlauf aus.
Bei den Panamerikanischen Spielen 1951 in Buenos Aires gewann sie Silber über 200 m und siegte mit der US-amerikanischen 4-mal-100-Meter-Stafette.
1949 (mit ihrer persönlichen Bestzeit von 24,2 s) und 1950 wurde sie US-Meisterin über 200 m.